# Рудолф Гелеш
Рудолф Гелеш (1. мај 1914 — 20. август 1990) био је немачки фудбалер. Гелеш је играо за Шалке 04 (1926–1946) и ТуС Либеке (1946–1950).
На репрезентативном нивоу играо је за репрезентацију Немачке (20 утакмица/1 гол),  и био је учесник Светског првенства у фудбалу 1938. године. Био је део немачке репрезентације на Летњим олимпијским играма 1936. године, али није играо ни на једној утакмици.